# Swiftair
Swiftair S.A. je letalska družba s sedežem v Madridu, Španija. Opravlja redne in čarterske prevoze, tako potniške kot tovorne po Evropi, Severni Afriki in Bližnjem vzhodu. Glavna baza družbe je na letališču Adolfo Suarez Barajas v Madridu.

## Zgodovina
Družba je bila ustanovljena leta 1986. Je v celoti lastnik grške letalske družbe Mediterranean Air Freight in v preteklosti bahrajnske družbe Swiftair Bahrain.
Trenutno je družba tudi pogodbenik z Organizacijo združenih narodov, za katere vrši prevoze na misiji Združenih narodov v Sudanu. Za tovrstne potrebe so izbrali letalo Boeing 737-300F, ki so ga najeli prek AWAS od izraelskega proizvajalca Bedek Aviation (Israel Aerospace Industries). Omenjeno izraelsko podjetje ga je predelalo za potrebe Swiftaira leta 2007.

## Letalska flota
Na dan 2. avgusta 2017 je družba Swiftair razpolagala z naslednjimi letali:
| Letalo          | V uporabi | Naročenih |
| --------------- | --------- | --------- |
| ATR 42          | 6         | 0         |
| ATR 72          | 20        | 0         |
| Boeing 737-300  | 1         | 0         |
| Boeing 737-400F | 6         | 0         |
| Embraer EMB-120 | 10        | 0         |
| Skupaj          | 43        | 0         |

Septembra 2015 je bila povprečna starost letal v floti družbe Swiftair 24,2 let.
V preteklosti je družba svojo dejavnost opravljala z letali:
- Airbus A300
- Boeing 727-200
- Cessna 208
- Convair CV-580
- Fairchild Swearingen Metro
- McDonnell Douglas MD-82
- McDonnell Douglas MD-83
- McDonnell Douglas MD-87

## Destinacije
Potniške lete družba opravlja z letali ATR 42 in ATR 72 za potrebe španske letalske družbe Air Europa. Povezuje nasledna letališča:
Tovorne lete opravlja predvsem v naslednjih evropskih državah:
- Albanija
- Francija
- Grčija
- Italija
- Portugalska
- Slovenija
- Španija
- Švica

Prav tako opravlja posebne lete za vladne delegacije ali zasebne skupine.

## Nesreče in nezgode
- 19. oktobra 1993 je bilo letalo Swearingen SA226-TC Metro II med pristankom v Madridu uničeno, ker je posadka pozabila spustiti podvozje letala.[10]
- Maja 1995 je bilo med pristankom na letališču Vitoria uničeno letalo Convair CV-580F-SCD.[11]
- 28. julija 1998 sta se ponesrečila dva člana posadke letala Fairchild Swearingen Metro III, ko sta se med usposabljanjem zrušila pri letališču El Prat v Barceloni.[12]
- 24. januarja 2012 je bilo resno poškodovano letalo MD-83 med nerodnim pristankom na letališču v Kandaharju (Afganistan).[13]
- 24. junija 2013 je letalo ATR 72, po vzletu iz madridskega letališča  Adolfo Suárez Barajas Madrid za Vigo na letu družbe Air Europa začelo izgubljati višino. Posadka je pričela s predpisanimi postopki in uspela letalo varno vrniti v Madrid.[14]
- 24. julija 2014 je letalo MD83 na rednem letu AH5017 iz Ouagadougouja (Burkina Faso) v Alžir za alžirsko letalsko družbo Air Algérie izginilo z radarja 50 minut po vzletu.[15] Letalo se je zrušilo v bližini mesta Gossi v Maliju. Nesreče ni preživel nihče od 110 potnikov in 6 članov posadke.[16][17][18][19][20][21]
- 18. januarja 2016 je tovorno letalo Embraer 120 zapeljalo z  vzletno-pristajalne steze med vzletno proceduro na letališču Amsterdam Schiphol na letu za London Stansted. Pri tem ni bilo poškodovanih oseb, ne večje materialne škode.
- 17. novembra 2016 je letalo Boeing 737-400 EC-MAD na letu za potrebe nemške družbe  European Air Transport Leipzig iz letališča v Shannonu (Irska) za Leipzig izgubilo nadzor nad vsemi inštrumenti v letalu. Posadka je ostala v vizualnem stiku z letališčem in je varno vrnila letalo nazaj na letališče. [22]